# Alkanna incana
Alkanna incana är en strävbladig växtart som beskrevs av Pierre Edmond Boissier. Alkanna incana ingår i släktet Alkanna och familjen strävbladiga växter. Inga underarter finns listade i Catalogue of Life.